# Listeria
Listeria – rodzaj bakterii Gram-dodatnich. Ich nazwa pochodzi od nazwiska angielskiego pioniera chirurgii sterylnej Josepha Listera, rodzajowi nadano obecną nazwę w 1940 roku.
Rodzaj Listeria obejmuje sześć gatunków:
- L. grayi
- L. innocua
- L. ivanovii
- L. monocytogenes
- L. seeligeri
- L. murrayi
- L. welshimeri

Głównym gatunkiem jest L. monocytogenes, wywołująca listeriozę. L. ivanovii jest patogenem przeżuwaczy, rzadko wywołuje choroby u człowieka.